# التنظير الشعاعي لعنق الرحم
التنظير الشعاعي لعنق الرحم (بالإنجليزية: Cervical screening)‏ هو عملية اكتشاف وإزالة الأنسجة أو الخلايا غير الطبيعية من عنق الرحم قبل تطور سرطان عنق الرحم، يهدف فحص عنق الرحم إلى الوقاية الثانوية من سرطان عنق الرحممن خلال الكشف عن أورام عنق الرحم ومعالجتها في وقت مبكر، وتُعتبر عدة طرق فحص لسرطان عنق الرحم هي اختبار عنق الرحم (المعروف أيضًا باسم مسحة عنق الرحم أو علم الخلايا التقليدي) وعلم الخلايا القائم على السائل واختبار الحمض النووي لفيروس الورم الحليمي البشري والمعاينة البصرية باستخدام حمض الأسيتيك، كان اختبار عنق الرحم وعلم الخلايا القائم على السائل فعالين في تقليل معدلات الإصابة والوفيات بسرطان عنق الرحم في البلدان المتقدمة ولكن ليس في البلدان النامية، طرق الفحص المحتملة التي يمكن استخدامها في المناطق منخفضة الموارد في البلدان النامية هي اختبار فيروس الورم الحليمي البشري DNA والفحص البصري.

## أنواع الفحص
هناك عدد من الأنواع المختلفة من طريقة الفحص المتاحة، ففي الولايات المتحدة يتم إجراء فحص عنق الرحم عادة باستخدام لطاخة بابانيكولاو (أو «اختبار اللطاخة») على الرغم من أن برامج الفحص في المملكة المتحدة قد غيرت طريقة الفحص إلى علم الخلايا القائم على السائل في عام 2008.

### علم الخلايا التقليدي
في مسحة عنق الرحم التقليدية يقوم الطبيب الذي يجمع الخلايا بتلطيخها على شريحة مجهرية ويطبق مادة مثبتة، وبشكل عام يتم إرسال الشريحة إلى مختبر للتقييم.
دراسات دقة تقرير علم الخلايا التقليدي:
- حساسية 72 ٪
- نوعية 94 ٪

### علم الخلايا أحادي الطبقة السائلة
منذ منتصف التسعينيات تزايد استخدام التقنيات المعتمدة على وضع العينة في قارورة تحتوي على وسط سائل يحافظ على الخلايا، يوجد نوعان من هذه الأنواع هما شور باس (التصوير ثلاثي المسار) وسِن بريب (سيتيك كورب). تعتمد الوسائط بشكل أساسي على الإيثانول لـ شور باس والميثانول لـ سِن بريب، بمجرد وضعها في قارورة تتم معالجة العينة في المختبر في طبقة رقيقة ومصبوغة من الخلايا وفحصها بواسطة الفحص المجهري للضوء، تتمتع العينة السائلة بميزة كونها مناسبة لاختبار فيروس الورم الحليمي البشري عالي الخطورة وقد تقلل العينات غير المرضية من 4.1% إلى 2.6٪، الحصول على عينة مناسبة أمر بالغ الأهمية لدقة الاختبار حيث لا يمكن تقييم الخلية غير الموجودة في العينة.
دراسات من دقة تقرير علم الخلايا أحادي الطبقة السائلة:
- حساسية 61%[9] إلى 66%[7] (على الرغم من أن بعض الدراسات ذكرت زيادة الحساسية من المسحات السائلة[8])
- نوعية 82%[9] إلى 91%[7]

### اختبار فيروس الورم الحليمي البشري
عدوى فيروس الورم الحليمي البشري (HPV) تكون بسبب جميع حالات سرطان عنق الرحم تقريبًا، معظم النساء سوف ينجحن في إزالة التهابات فيروس الورم الحليمي البشري في غضون 18 شهرًا، أولئك الذين لديهم عدوى مطولة مع نوع شديد الخطورة (على سبيل المثال الأنواع 16، 18، 31، 45) هم أكثر عرضة لتطور الأورام الظهارية داخل عنق الرحم بسبب الآثار التي يكونها فيروس الورم الحليمي البشري على الحمض النووي.
في عام 1995 أظهر الباحثان البريطانيان آن سزاروفسكي وجاك كوزيك أن اختبار وجود الحمض النووي لفيروس الورم الحليمي البشري في الخلايا المأخوذة أثناء فحص عنق الرحم من شأنه أن يلتقط حالات ما قبل السرطان التي فاتها الاختبار الروتيني.
تتضمن خدمة الصحة الوطنية الإنجليزية الآن «فرز المصابين بـفيروس الورم الحليمي البشري» في برنامج الفحص الخاص به، هذا يعني أنه إذا أظهر اختبار الفحص الأولي نتائج الشريط الحدودي أو خلايا غير طبيعية منخفضة الدرجة فسيتم إجراء اختبار آخر لفيروس الورم الحليمي البشري على العينة، وإذا كان هذا يدل على وجود فيروس الورم الحليمي البشري فيُطلب من المريض إجراء مزيد من الفحص، ولكن في حالة عدم وجود فيروس الورم الحليمي البشري يستأنف المريض جدول الفحص المعتاد كما لو أنه لم يتم العثور على أي تشوهات.
دراسات حول دقة تقرير اختبار فيروس الورم الحليمي البشري:
- حساسية 88% إلى 91% (للكشف عن CIN 3 أو أعلى)[9] إلى 97% (للكشف عن CIN2 +)[14]
- نوعية 73% إلى 79% (للكشف عن CIN 3 أو أعلى)[9] إلى 93% (للكشف عن CIN2 +)[14]

بإضافة اختبار فيروس الورم الحليمي البشري الأكثر حساسية قد تنخفض النوعية، وإذا انخفضت النوعية فستكون النتيجة زيادة في عدد الاختبارات الإيجابية الخاطئة وذلك لدى العديد من النساء اللائي لم يعانين من مرض كما يؤدي انخفاض النوعية إلى زيادة خطر التنظير المهبلي والإجراء الجراحي والعلاج غير الضروري، يتطلب اختبار الفحص الجدير بالاهتمام وجود توازن بين الحساسية والنوعية لضمان التعرف بشكل صحيح على الأشخاص الذين يعانون من المرض على أنهم مصابون به وبين الذين لا يعانون من هذا المرض.
فيما يتعلق بدور اختبار فيروس الورم الحليمي البشري قارنت التجارب المنضبطة المعشاة فيروس الورم الحليمي البشري بالتنظير المهبلي، وقد بدا اختبار فيروس الورم الحليمي البشري حساسًا مثل التنظير المهبلي الفوري مع تقليل عدد التنظير المهبلي اللازم، أشارت تجربة عشوائية محكومة إلى أن اختبار فيروس الورم الحليمي البشري يمكن أن يتبع علم الخلايا غير الطبيعي أو قد يسبق فحص علم الخلايا العنقي.
أشارت دراسة نشرت في عام 2007 إلى أن فعل إجراء مسحة عنق الرحم ينتج استجابة خلوية التهابية والتي قد تؤدي إلى تطهير مناعي لفيروس الورم الحليمي البشري وبالتالي تقليل خطر الإصابة بسرطان عنق الرحم، النساء اللاتي لديهن حتى مسحة عنق الرحم واحدة في تاريخهن كان لديهن انخفاض في معدل الإصابة بالسرطان، «الانخفاض كبير من الناحية الإحصائية في معدل الإيجابية لفيروس الورم الحليمي البشري يرتبط بعدد عدد من مسحات عنق الرحم المستلمة.»
يمكن أن يقلل اختبار فيروس الورم الحليمي البشري من حدوث أورام الدرجة 2 أو 3 من الأورام داخل عنق الرحم أو سرطان عنق الرحم التي اكتشفتها اختبارات الفحص اللاحقة بين النساء من 32 إلى 38 عامًا وفقًا لتجارب عشوائية محكومة، وكان الحد من المخاطر النسبية 41.3 ٪. بالنسبة للمرضى المعرضين لمخاطر مماثلة لتلك الموجودة في هذه الدراسة (63.0% لديهم CIN 2-3 أو السرطان)، وهذا يؤدي إلى الحد من المخاطر المطلقة لـ 26 ٪، يجب علاج 3.8 مريض من أجل إفادة واحد (العدد اللازم للعلاج = 3.8)، أحد الاحتمالات الواعدة في اختبار فيروس الورم الحليمي البشري هو إمكانية أخذ عينات ذاتية، يمكن اليوم اقتراح اختبار فيروس الورم الحليمي البشري على عينة ذاتية كإستراتيجية إضافية للوصول إلى النساء غير المشاركات في برنامج الفحص المنتظم وفي المستقبل كإستراتيجية فحص ممكنة.